# Левобережный район (Воронеж)
Левобережный район — внутригородской район Воронежа. Расположен на левом берегу Воронежского водохранилища. Площадь района по данным 1 января 1999 года составила 12389 га.
С 21 октября 2019 года руководителем управы Левобережного района назначен Башилов Вадим Станиславович.
Основные улицы — Ленинский проспект, ул. Димитрова, ул. Волгоградская, ул. Ленинградская, ул. Циолковского, ул. Новосибирская, ул. Менделеева, ул. Ростовская и ул. Брусилова. Здесь расположены крупные предприятия: ВОГРЭС, Воронежский авиационный завод (ВАСО), Воронежский шинный завод (совместное предприятие международной компании Pirelli и Государственной корпорации «Ростек»), завод Воронежсинтезкаучук, завод Рудгормаш (ГОО).
В районе в основном здания построены в XX — начале XXI веков. В Левобережном районе находятся крупные железнодорожные станции: Придача и Масловка. 
С правобережной частью города соединён тремя переправами: Чернавским и Вогрэсовским мостами, а также плотиной гидроузла.

## История района
В конце XVI века и начале XVII века на левом берегу реки Воронежа переселенцами была основана деревня Клементьевская (Клементьевка),. которая была так названа по фамилии одного из её жителей. Впоследствии она стала собственностью Успенского монастыря и стала называться Монастырщенкой. В 1700 году Монастырщенка стала принадлежать Алексеевскому Акатовому монастырю.
В 1587 году основана слобода Придача, как придаточные земли городских казаков, которые охраняли город от набегов. Документы Акатова монастыря сообщают, что в 1616 году казаки сбежали. В 1680 году завершена постройка церкви Рождества Христова. Она была деревянной. В 1795 году вместо неё была построена каменная церковь с тем же названием. До появления своих церквей в Монастырщенке и деревне Отрожке их приходы принадлежали церкви Рождества Христова.
В 1925 году губисполком постановил объединить слободу Придачу с городом Воронежем, но фактически это произошло только в 1930 году.
В номере «Коммуна» № 6 от 8 января 1931 года писали:
Согласно комплексному плану, дальнейший рост г. Воронежа намечается, главным образом, по левому берегу реки, где в течение ближайших лет предполагается крупное промышленное строительство.

Сейчас уже составлена и утверждена планировка слободы Монастырщенки. Из убогого полу деревенского селения она должна превратиться в часть крупного благоустроенного социалистического города с населением 60 тыс. человек. Новый город планируется по типу города-сада. Со всех сторон он будет окружен зелеными насаждениями, которые вместе со скверами и парками, расположенными в центре займут до 50% все городской площади. Планируется постройка ряда общественных и культурно-бытовых учреждений: дома райсовета, дома культуры, фабрики-кухни, рабочих клубов, школ и амбулаторий. Большое место займут также городские предприятия городского хозяйства – бани, центральный автогараж, мусоросжигательная станция, центральная прачечная, хлебозавод, и два универмага. Жилищное строительство будет вестись по типу домов-коммун с общественными столовыми, яслями, комнатами отдыха и пр.
Новый район был создан в 1933 году и стал называться Сталинским.
В 1928—1932 годах строился завод синтетического каучука им. С. М. Кирова. В 1930—1932 годах построен авиационный завод. В 1934 году на Воронежском авиационном заводе был построен советский агитационный, пассажирский многоместный, восьмимоторный самолёт, самый большой сухопутный самолёт своего времени — АНТ-20 «Максим Горький». В 1934—1936 годах на заводе выпустили самолёт АНТ-25, в 1939 году — штурмовики Ил-2 (за их выпуск завод награждён орденом Ленина), в 1958 году — серийный выпуск гражданского пассажирского самолета АН-10.
В 1961 году Сталинский район был переименован в Левобережный.

## Население
| 1959    | 1970     | 1979     | 1989     | 2002     | 2009     | 2010     |
| ------- | -------- | -------- | -------- | -------- | -------- | -------- |
| 117 331 | ↗133 351 | ↗156 699 | ↗181 751 | ↘173 121 | ↘170 016 | ↘169 426 |

## Экономика
В Левобережном районе находятся:
- Авиастроительное предприятие «Воронежское акционерное самолётостроительное общество» (ВАСО)
- завод Воронежсельмаш
- Воронежский шинный завод (совместное предприятие международной компании Pirelli и Государственной корпорации «Ростек»)
- завод Воронежсинтезкаучук
- ЗАО «Воронежстальмост»[13]
- ООО «Воронежские дрожжи» (предприятие, выпускающее хлебопекарные прессованные дрожжи.)[14]
- завод Рудгормаш

Авиастроительное предприятие «Воронежское акционерное самолётостроительное общество» (ВАСО) было основано в 1932 году. Серийное производство началось в 1934 году с производства бомбардировщика ТБ-3. В 1993 году завод прошёл процесс приватизации, и получил наименование Открытое акционерное общество «Воронежское акционерное самолетостроительное общество» (ВАСО). В 1995 году начато производство транспортного самолёта Ил-96Т. С 2006 года входит в состав государственного ОАО «Объединённая авиастроительная корпорация». Выручка акционерного общества в 2007 году составила 3,74 млрд руб.
ЗАО «Воронежстальмост» было основано 1948 году в Левобережном районе Воронежа. Предприятие изготавливает стальные конструкции для железнодорожных, автодорожных и пешеходных мостов любых типов Завод производит 45 тыс. тонн конструкций в год.

## Администрация района
- После прокурорской проверки 18 апреля 2008 года председатель Совета директоров ОАО «Управляющая компания Левобережного района» Станислав Шестаков, первый заместитель руководителя управы Левобережного района был исключён из совета, так как муниципальные служащие не имею право участвовать в управлении коммерческими организациям[15]. 28 апреля 2008 года он уволился с должности первого заместителя руководителя управы по собственному желанию.

### Руководители района
- Коновалов, Борис Михайлович — глава управы с 2006 года по 2009 год[16]
- Казарцева, Светлана Геннадьевна — глава управы с 2009 года по 2013 год[17]
- Бавыкин Юрий Николаевич — руководитель управы района с 2013 года по 2018 год
- Селютин Евгений Вячеславович — руководитель управы района с 2018 года по 8 апреля 2019 года
- Копытин Олег Юрьевич — руководитель управы района с 8 апреля 2019 по октябрь 2019 года
- Башилов Вадим Станиславович — руководитель управы района с 21 октября 2019 года по настоящее время.

## Образование
В Левобережном районе функционирует 63 образовательных учреждения. Из них: 24 общеобразовательных, 36 дошкольных, 3 учреждения дополнительного образования детей. Также в районе находятся и высшие учебные заведения: ФКОУ ВПО Воронежский институт Федеральной службы исполнения наказаний России (ул. Иркутская, 1а), второй корпус института Экономики и Права (ул. Ленинградская, 33), Российский государственный социальный университет (Воронежский Филиал) (ул. Ленинградская, 62) и другие учебные заведения.

## Медицина
- МБУЗ ГО г. Воронеж «ГКБ № 8» (ул. Ростовская, д. 90, тел. (473) 2430033)
- МБУЗ ГО г. Воронеж «ГБ № 16» (ул. Полины Осипенко, д. 24 б, тел. (473) 2496362)
- МБУЗ ГО г. Воронеж «РД № 2» (родильный дом) (ул. Ленинградская, д. 57, тел. (473) 2491713)
- МБУЗ ГО г. Воронеж «ГБ № 5» (ул. Полины Осипенко, д. 11, тел. (473) 2498946)
- МБУЗ ГО г. Воронеж «ГП № 22» (ул. Глинки, д. 34, тел. (473) 2444286)
- МБУЗ ГО г. Воронеж «СП № 5» (Ильича ул, д. 130, тел. (473) 2263723)
- МБУЗ ГО г. Воронеж «ГП № 18» (Ленинский пр-кт, д. 2, корп. 5, тел. (473) 2490913)
- ООО Поликлиника «Здоровая семья» (Ленинский пр-кт, д. 25/1,офис 1, тел. (473) 2285371)

## Культура
- На площади ВАСО с 25 мая 2007 года проходит ежегодный Всероссийский sky-фестиваль «Под крылом самолёта»[18].

- На площади возле музея-диорамы выставлена техника времён Великой Отечественной войны и более современная техника. Там находятся Т-34-85, противотанковая самоходная артиллерийская установка СУ-100 в двух комплектациях, противотанковая самоходная артиллерийская установка ИСУ-152, тяжёлый танк ИС-2, самоходная артиллерийская ракетная установка БМ-132-16 «Катюша», вертолёт Ми-8. Там же установлена стела «Город Воинской славы Воронеж».

## Парки и скверы
- Парк Авиастроителей с находящимся на его территории Воронежским зоопарком (ул. Ленинградская)
- Парк Патриотов (ул. Ленинградская/Ленинский пр-т)
- Алые паруса (Ленинский пр-т)
- Южный парк (ул. Новосибирская
- Сквер ВШЗ (ул. Ростовская)
- Сквер Чайка (ул. Новосибирская)
- Парк имени Шерстюка (ул. Ростовская)

## Памятники
- Памятный знак на линии фронта «Здесь не прошёл враг»
- Мемориальный комплекс и братская могила в Парке Патриотов
- Воинам 233-го полка конвойных войск НКВД, установленный на территории Воронежского института Федеральной службы исполнения наказаний России
- С. М. Кирову на ул. Лебедева у завода «Воронежсинтезкаучук»
- В. И. Ленину на ул. Ростовская

## Известные выходцы района
- Королькова Анна Николаевна — известная сказительница[19]. В 1940 году появилась первая её книга «Песни и сказки Воронежской области». С 1967 года Анна Николаевна — член Союза писателей CCCP. В 1969 году её сборник был опубликован в Москве, а потом — неоднократно переиздавался. К 100-летию с дня рождения Анны Николаевны на доме (Ленинский проспект, 12) была открыта мемориальная доска. Мемориальная доска в честь А. Н. Корольковой открыта и на доме (переулок Прохладный, 14)[20], на месте которого находился дом, в котором она жила.
- Шальнева (Ненахова), Мария Тимофеевна — 2 мая 1945 года будучи ефрейтором 87 отдельного дорожно-эксплуатационного батальона регулировала движение военной техники недалеко от рейхстага в Берлине[21]. Проезжавший мимо фронтовой корреспондент ТАСС Евгений Ананьевич Халдей сделал её фотографию, которая была опубликована во многих газетах мира и стала символом Победы во Второй мировой войне.
- Некраш, Сергей Валерьевич — почётный житель Левобережного района. Награждён орденами «Отечественной Войны» I, II степеней, медалями «За отвагу», «За освобождение Варшавы», «За победу над Германией в Великой Отечественной войне 1941—1945 гг.», «За безупречную службу» I, II, III степеней, «Ветеран Вооружённых сил СССР»[5]. В 2000 году ему было присвоено звание полковника. Приказ был подписан Верховным главнокомандующим — Президентом Российской Федерации Владимиром Владимировичем Путиным.
- Клинских, Юрий Николаевич (Юрий Хой) — российский музыкант, автор песен, композитор, основатель и лидер рок-группы «Сектор Газа».

## Архитектура
- Здание № 45 на ул. Ленинградская построено в 1930-х годах как баня для обслуживания жителей нового района у авиационного завода[22]. Стиль — неоклассицизм с элементами конструктивизма. К 2009 году используется по первоначальному назначению.

## Религия
В Левобережном районе находятся Церковь Успения Пресвятой Богородицы (Успенский храм) (храм построен в 1848 году и расположен в жилом квартале близ Ленинского проспекта), церковь Преподобного Сергия Радонежского (был заложен в 1998 году около перекрёстка улиц Волгоградская и Циолковского в микрорайоне «Красный Октябрь» (ВАИ). При храме действуют воскресная школа для детей и взрослых, библиотека и благотворительный фонд «Лепта»), храм Во имя святых первоверховных апостолов Петра и Павла в микрорайоне Масловка, который административно подчиняется Левобережному району.
Возводится храм Петра и Павла на улице Новосибирская. Построена церковь в микрорайоне «Никольское»